# Escudo del reino nazarí de Granada

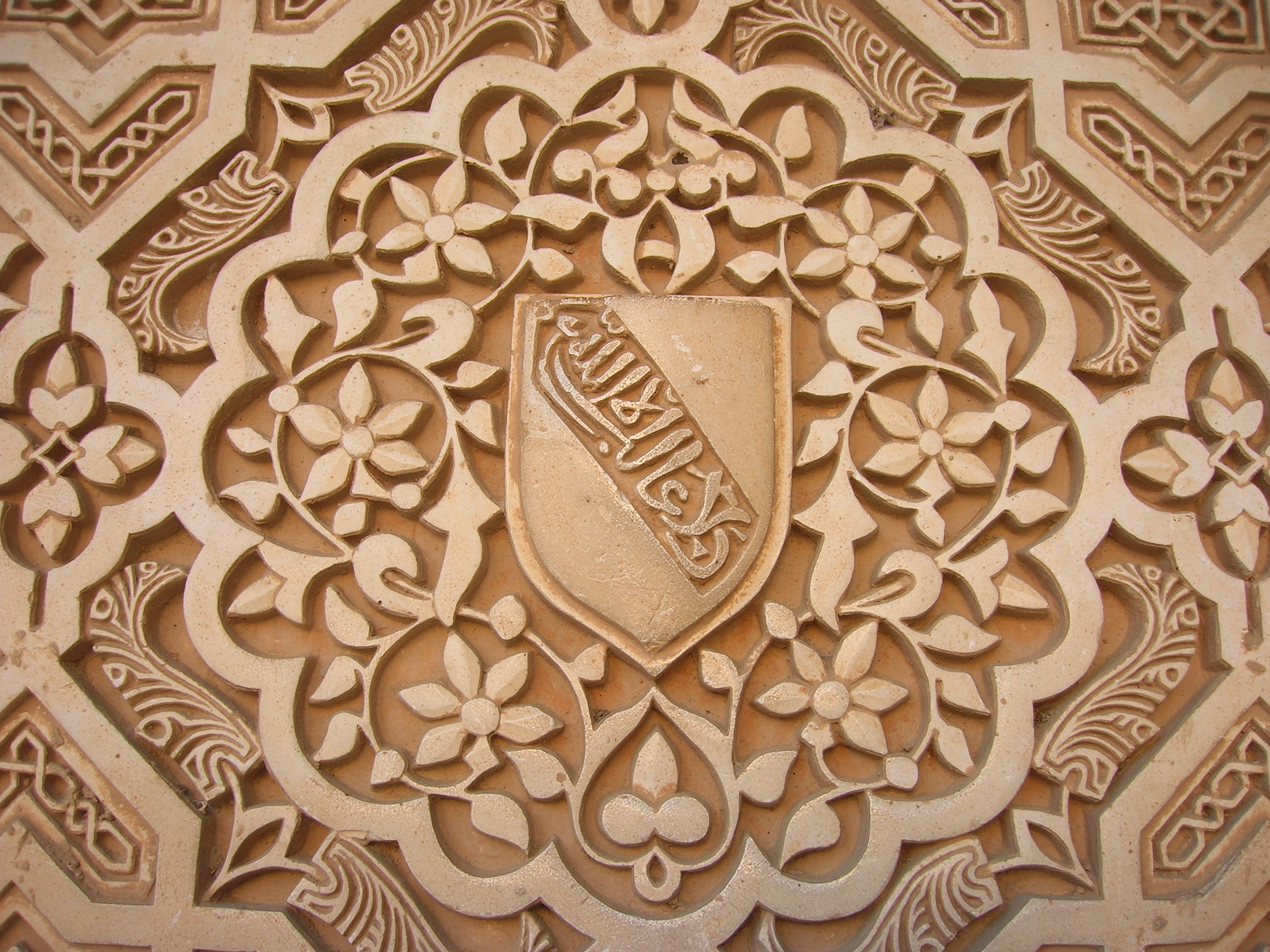
¡Sólo Dios es Vencedor!, lema de la dinastía nazarí, en una pared de la Alhambra.

El Reino nazarí de Granada dispuso de un símbolo heráldico que representaba a este estado musulmán. Como tal, hasta la actualidad nos han llegado evidencias de su existencia, tal y como aparece en las paredes de la Alhambra.

## Historia
El código heráldico tuvo su origen y desarrollo en la Edad Media en los reinos cristianos de Europa Occidental, son escasos los ejemplos de adopción de emblemas heráldicos por las sociedades musulmanas y las de Europa Oriental, estas bajo la influencia cultural bizantina. Entre ellos, el del escudo de armas del reino nazarí de Granada se conserva decorando las estancias de la Alhambra y en él se observa una banda que incorpora el lema en árabe ولا غالب إلا الله (Solo Alá es vencedor), transliterada como "wa lā gāliba illā-llāh".

Escudo del Reino de Granada.

Este lema se remonta a la respuesta que según algunos Alhamar, fundador de la dinastía nazarí, dio a los cristianos que tras la batalla de las Navas de Tolosa, en 1212 gritaban: «¡Vencedor, Vencedor!», a lo Alhamar respondió: «Solo hay un vencedor, y es Dios». Según otras fuentes el episodio ocurrió en 1238, cuando Alhamar hizo entrada en Granada tras conquistarla. La versión de Lafuente Alcántara dice que el lema y la bandera se remontan a la batalla de Alarcos, en que según la leyenda un ángel los había ondeado desde un caballo blanco, de forma similar a la historia de Santiago Matamoros. Mientras tanto, Washington Irving la atribuye a la victoria tras el sitio de Sevilla y su posterior conquista por parte de los castellanos en 1248; a los que el Reino de Granada, como tributario, tuvo que ayudar a pesar de luchar contra sus correligionarios.
En la Alhambra los pocos escudos coloreados muestran diversos patrones cromáticos, si bien se sabe que el color rojo era distintivo de la dinastía real nazarí. En el Atlas Mediterráneo de Cresques (siglo XIV) el estandarte granadino aparece con el lema al-afiyya (salud, bienestar…) de oro sobre fondo rojo.